# یکاترینوفکا (شهرستان ایشیمبایسکی، باشقیرستان)
یکاترینوفکا (انگلیسی: Yekaterinovka, Ishimbaysky District, Republic of Bashkortostan) یک شهرک در شهرستان ایشیمبایسکی استان باشقیرستان کشور روسیه است.